# Micromus sjostedti
Micromus sjostedti là một loài côn trùng trong họ Hemerobiidae thuộc bộ Neuroptera. Loài này được van der Weele miêu tả năm 1910.